# 도러시 앨리슨
도러시 앨리슨(영어: Dorothy Alison, 1925년 4월 4일 ~ 1992년 1월 17일)은 오스트레일리아의 배우이다. 브로큰힐에서 태어났으며 런던에서 사망하였다.

## 영화
- 어둠 속의 외침 (1988년)
- 저승에서 온 손님 (1972년)
- 닥터 지킬 앤 시스터 하이드 (1971년)
- 블라인드 테러 (1971년)
- 조지 걸 (1966년)
- 왕자와 거지 (1962년)
- 파계 (1959년)
- 위층집 남자 (1958년)
- 리치 포 더 스카이 (1956년)
- 디즈니랜드 (1954년) - 미시즈 캔티 역